# Биоко
Биоко (буб. Otcho, шп. Fernando Poo) је острво у Гвинејском заливу. Раније је имало име Фернандо По, а од 1973. до 1979. Масиас Нгуема Бјого (по диктатору Франсиску Масиас Нгуеми). 
Становници острва припадају Банту народу Буби. Године 2005. број становника је процењен на 130.000. То је око 25% становништва земље. 
Политички, Биоко припада држави Екваторијална Гвинеја, чији се главни град Малабо налази на северној обали. 

## Географија
Биоко има површину од 2.017 км². Простире се дужином од око 70 километара у правцу југозапад-североисток. Широко је 32 километра. Удаљено је око 40 километара од обале Камеруна. Град Малабо је удаљен око 290 километара од највећег града у копненом делу земље, Бате. До краја последњег леденог доба острво је било повезано са копном. Подизањем нивоа мора, Биоко је последњих 10.000 година одвојено од афричког копна. Две вулканске планине деле острво на северни и јужни део, који одговарају провинцијама Северни и Јужни Биоко. Највиши врх је Пико Басиле (Pico Basilé) са 3.012 метара.